# روجر دبليو. جونز
روجر دبليو. جونز (بالإنجليزية: Roger W. Jones)‏ هو موظف مدني أمريكي، ولد في 3 فبراير 1908 في نيو هارتفورد في الولايات المتحدة، وتوفي في 28 مايو 1993 في تورينغتون في الولايات المتحدة.